# TKMエボラ
TKMエボラは、エボラ出血熱の治験薬である。
カナダのテクミラ・ファーマシューティカルズ社が開発中である。
薬剤送達技術としてテクミラ社の脂質ナノ粒子（LNP）を利用したsiRNA複合体であり、エボラウイルスの7つのタンパク質のうち、RNAポリメラーゼ(L)，マイナーマトリックスタンパク質(VP24)，ポリメラーゼ補因子(VP35)の3つを攻撃する。